# Machynlleth
Machynlleth je město v hrabství Powys ve Walesu ve Spojeném království. Až do roku 1955 bylo sídlem velšského parlamentu a tedy hlavním městem Walesu.
V roce 2001 zde žilo 2 147 obyvatel.